# Konieczna

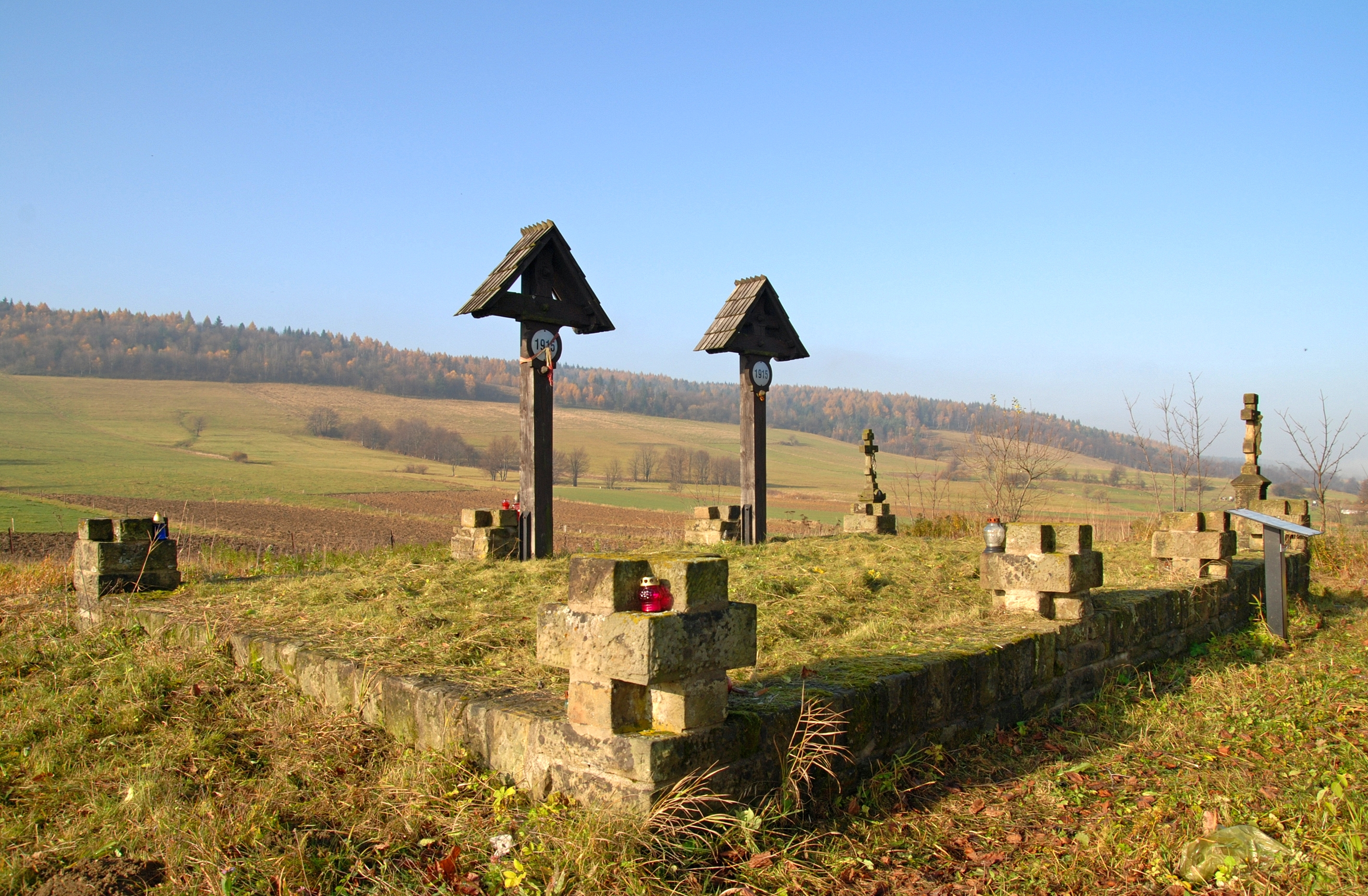
Cmentarz wojenny nr 47

Konieczna (dodatkowa nazwa w j. łemkow. Koнeчнa, trb. Koneczna) – wieś w Polsce położona w województwie małopolskim, w powiecie gorlickim, w gminie Uście Gorlickie, nad górnym biegiem rzeki Zdynia. Integralne części miejscowości: Beskid, Dujawa.
W Koniecznej kończy swój bieg, prowadząca z Tarnowa, droga wojewódzka nr 977.

## Zabytki
Obiekt wpisany do rejestru zabytków nieruchomych województwa małopolskiego.
- prawosławna cerkiew św. Bazylego Wielkiego z początku XX wieku, otoczona cmentarzem;
- cmentarz wojenny nr 46;
- cmentarz wojenny nr 47;.
- spichlerz nr 11

Cerkiew jest świątynią filialną parafii w Zdyni. Część cmentarza cerkiewnego stanowi zaprojektowany przez Dušana Jurkoviča cmentarz wojenny z I wojny światowej.
W latach 1975–1998 miejscowość administracyjnie należała do województwa nowosądeckiego.

## Szlaki piesze
- Wysowa-Zdrój – Przełęcz Regetowska (646 m n.p.m.) – Jaworzyna Konieczniańska (881 m n.p.m.) – Konieczna – Przełęcz pod Zajęczym Wierchem – Przełęcz Beskid nad Ożenną (590 m n.p.m.)
- Folusz – Bartne – Banica – Wołowiec – Nieznajowa – Radocyna – Konieczna
- (LP) Nadleśnictwa Gorlice: Radocyna – Konieczna – Lipna – Czarne – Radocyna
- od miejsca, w którym „graniczny” szlak niebieski opuszcza przecinkę graniczną, schodząc ku Koniecznej do cmentarza wojennego nr 46 na Beskidku (szlak „cmentarny”)